# Dębczyno-Gruppe

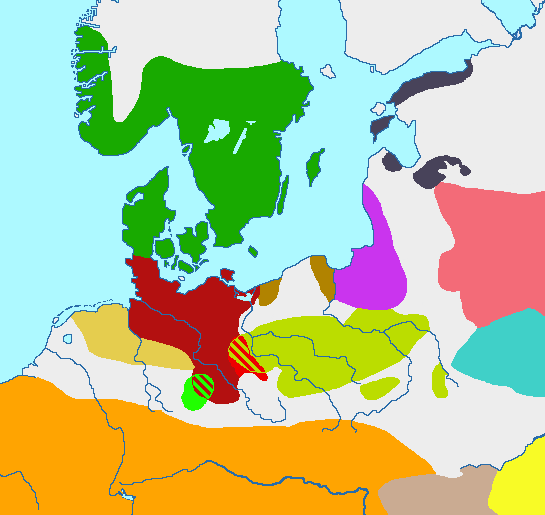
Oxhöft-Kultur (Oksywie-Kultur) braun, etwa 2.–1. Jahrhundert v. Chr.

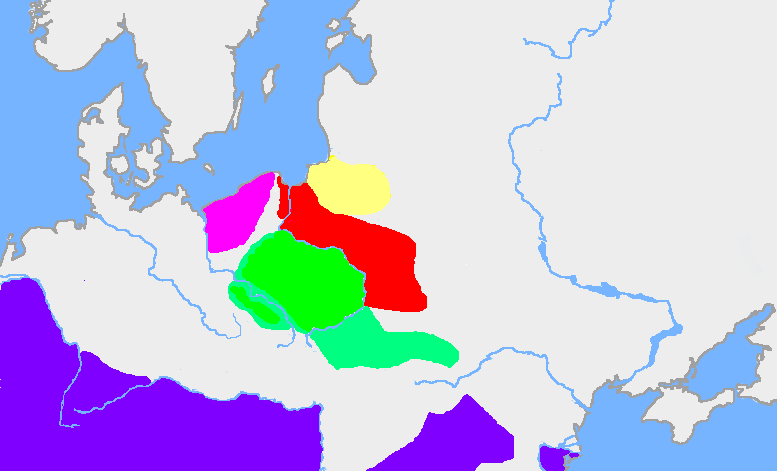
Die Dębczyno-Gruppe hier (großzügig) in rosa eingezeichnet, etwa Mitte des 3. Jahrhunderts n. Chr.; Wielbark-Kultur in rot; Przeworsk-Kultur in grün

Die Dębczyno-Gruppe oder Denziner Gruppe (vereinzelt auch Westpommersche Gruppe) bezeichnet eine archäologische Kultur in West- und Mittelpommern von der späten Römischen Kaiserzeit bis in die Völkerwanderungszeit (3.–6. Jahrhundert n. Chr.). Ihr Hauptverbreitungsgebiet befindet sich im küstennahen Bereich zwischen Łeba und Odermündung; eine Häufung ist im Einzugsbereich der Persante festzustellen.

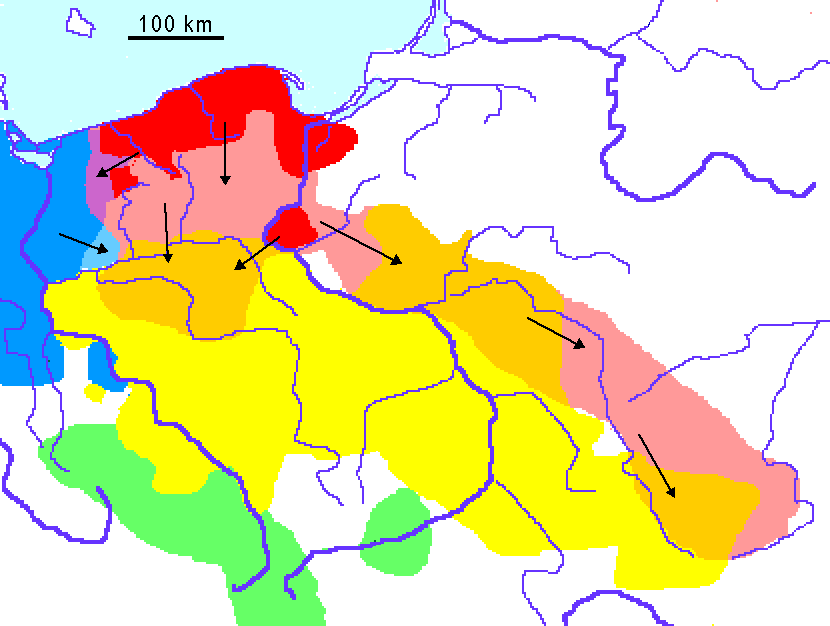
Oksywie-Kultur und frühe Wielbark-Kultur: rot; das Gebiet der Dębczyno-Gruppe wird hier teils als Bestandteil der Wielbark-Kultur (östlicher Teil) und teils als Bestandteil der Jastorf-Kultur (westlicher Teil) dargestellt

In der zweiten Hälfte des 3. Jahrhunderts wurde der östliche Teil des Gebiets der Dębczyno-Gruppe von der Wielbark-Kultur umfasst, während im östlichen Teil des Gebiets eine lokale frühkaiserzeitliche Kultur vorherrschend blieb, die noch nicht archäologisch ausgewertet ist. Räumlich lässt sich die Trennung etwa an der Persante und der Drage festmachen. Auch Einflüsse der Gustower Gruppe sind vorhanden.
Zeitgleich mit dem Rückgang der Wielbark-Kultur an der unteren Weichsel ist ein solcher Prozess auch im östlichen Teil der Dębczyno-Gruppe zu beobachten, wobei sich korrespondierend dazu die Anzahl der reinen Körperbestattungen erhöht. An vereinzelten Fundorten (Denzin) ist jedoch auf eine Kontinuität der Besiedlung zu schließen.
Hieran anschließend wird das 2. Drittel des 3. Jahrhunderts als Zeitpunkt der eigentlichen Herausbildung der Dębczyno-Gruppe angesehen. Es findet eine Lockerung der vorher sehr engen Beziehungen zum unteren Weichselgebiet statt und die Funde weisen stärkere elbgermanische Parallelen auf.
Das Ende der Kultur wird auf das erste Viertel des 6. Jahrhunderts n. Chr. datiert.
Als Träger der Kulturgruppe kommen vorrangig Rugier und Veneter in Betracht. Auch an die bei Tacitus gemeinsam mit den Rugiern genannten und in gleicher Weise charakterisierten Lemovier wäre zu denken.
Nach Abzug von Teilen der Rugier mit den Goten, Gepiden und anderen, verbleiben Reste der Rugier, Veneter sowie Vidivaren und hinzukommende 'Restgermanen', die ab dem 7. Jahrhundert slawisiert werden.